# 帕特里克·特尔哈奇
帕特里克·特尔哈奇（Patrik Trhac，1998年10月31日—），美国男子网球运动员，主攻双打。特尔哈奇目前有9个ATP挑战巡回赛双打冠军。
特尔哈奇在大学时期为愛達荷州立大學打球，后转入到犹他大学。
特尔哈奇在2023年ITF圣迭戈站中进入职业生涯首个ITF巡回赛（M15级别）决赛，但遗憾输球。之后他与瑞安·塞格曼长期搭档，在2023年7月-10月之间连续赢得8个ITF巡回赛双打冠军。之后该组合在2023年卑利霍市网球国际赛上赢得首个ATP挑战赛双打冠军，接下来又在NSW公开赛上获得冠军。
2024年1月，特尔哈奇和塞格曼组合在2024年男加利福尼亚州网球公开赛2上背靠背获得双打冠军，为此他们获得了参加ATP1000大师赛2024年印第安韦尔斯网球公开赛的资格，这是他们首次参加ATP巡回赛。他们在首轮爆冷击败赛会6号种子马西莫·冈萨雷斯和安德烈斯·摩尔泰尼组合，在第二轮中负于最后的冠军卫斯理·库尔霍夫和尼克拉·梅克蒂奇组合。
在ITF巡回赛和ATP挑战赛连续夺冠13次后，他们在2024年下奥地利州网球公开赛上输掉了决赛。之后他们获得了参加ATP250赛事罗斯马伦草地网球锦标赛的资格，这是他们的第二场ATP赛事。之后他的双打排名在2024年6月24日进入前100。
他们获得了2024年美国网球公开赛双打外卡，这是他们的大满贯首秀。但首轮负于尤奇·班布里和阿尔巴诺·奥利维蒂组合。